# Wahlkreis
Ein Wahlkreis ist der – in der Regel geographisch zusammenhängende – Teilraum eines Wahlgebietes, in dem Wahlberechtigte über die Besetzung eines oder mehrerer Mandate abstimmen. Die zu wählende Versammlung kann das nationale Parlament oder das eines Gliedstaates sein.
Das unterscheidet den Wahlkreis begrifflich vom Wahlbezirk (Wahlsprengel), der nur eine organisatorische Einheit der Stimmauszählung ist. Wahlkreise sind spezielle Wahlbezirke.

## Herkunft
Der Wahlkreis ist ein frühes Konstrukt der Demokratie. Als die Römische Republik sämtliche italischen Gebiete unterworfen und zu Bundesgenossen gemacht hatte, wurden diese in Wahlbezirke (sogenannte Tribus) eingeteilt, um auf diese Art in Rom vertreten zu sein.

## Typologie
Wahlkreise können nach der Anzahl der im Wahlkreis zu vergebenden Mandate sowie nach der Art des verwendeten Wahlverfahrens unterschieden werden.
Wenn pro Wahlkreis genau ein Sitz vergeben wird, spricht man von Einerwahlkreisen (bzw. Einpersonenwahlkreisen), in ihnen gewinnt der Bewerber mit der relativen oder absoluten Mehrheit. Daneben gibt es Wahlsysteme mit Mehrmandatswahlkreisen (bzw. Mehrpersonenwahlkreisen), d. h., dass in ihnen mehr als ein Mandat zu gewinnen ist. Die Vergabe von nur einem Sitz pro Wahlkreis ist das ältere Verfahren, und dementsprechend weltweit stärker verbreitet. Mehrmandatswahlkreise gibt es seit vielen Jahrzehnten in Irland, seit einiger Zeit auch bei den Wahlen zum schottischen Regionalparlament, sowie bei den Wahlen zur Hamburgischen Bürgerschaft. Beispiele für Wahlsysteme mit Mehrmandatswahlkreisen sind das in Chile und Indonesien verwendete Binomiale Wahlsystem und das unter anderem in Japan gebräuchliche System mit nicht übertragbarer Einzelstimmgebung.
Weiterhin unterscheidet man Wahlkreise nach den in ihnen zum Tragen kommenden Wahlverfahren. Entsprechend sind eine ganze Reihe möglicher Wahlkreistypologien denkbar. So können sowohl Einerwahlkreise als auch Mehrmandatswahlkreise mit verschiedensten Wahlverfahren kombiniert werden.
Das älteste und bis heute verbreitetste Verfahren ist die relative Mehrheitswahl. Dies ist beispielsweise bei der Wahl zum britischen Unterhaus, zum US-Repräsentantenhaus, zum indischen Unterhaus sowie bei der Wahl der Direktkandidaten des Deutschen Bundestags der Fall.
Bei den Wahlen zur französischen Nationalversammlung wird nach dem romanischen Mehrheitswahlrecht gewählt. In denjenigen Wahlkreisen, in denen kein Bewerber mindestens die Hälfte der gültig abgegebenen Stimmen auf sich vereinigen konnte, kommt es zu einer Stichwahl in einem zweiten Wahlgang. An der Stichwahl nehmen die zwei stärksten Kandidaten teil. Weitere Kandidaten nehmen teil, sofern sie die Stimmen von mehr als 12,5 % der Wahlberechtigten erhalten haben.
Bei Wahlen zum australischen Unterhaus wird ebenfalls in Einerwahlkreisen, allerdings nach dem Instant-Runoff-Voting-Verfahren gewählt.
In den Mehrmandatswahlkreisen in Irland (bei denen je nach Größe drei, vier bzw. fünf Mandate zu erringen sind) wird nach dem Prinzip der Übertragbaren Einzelstimmgebung gewählt.
Im Bundesland Hamburg findet die Vergabe der Sitze in den Mehrmandatswahlkreisen durch Wahlkreislisten statt, bei denen kumuliert und panaschiert werden kann.

## Wahlkreiseinteilung
In modernen Demokratien ist die Einteilung der Wahlkreise oftmals ein Politikum, da bei einer Wahlkreiseinteilung verschiedene widersprüchliche Aspekte Berücksichtigung finden müssen.
Zunächst ist das Prinzip der Gleichheit der Wahl (One Person – One Vote) zu beachten. Dieser wesentliche Wahlgrundsatz erfordert im Idealfall, dass alle Wahlkreise die gleiche Anzahl von Wahlberechtigten enthalten. In der Praxis ist dies nicht ohne weiteres möglich. Umfassen die Wahlkreise eine deutlich unterschiedliche Anzahl von Wahlberechtigten, ist das Stimmgewicht des einzelnen Wahlbürgers je nach Wahlkreiszugehörigkeit unterschiedlich. In Deutschland haben die Landesverfassungsgerichte der Länder mehrfach Wahlkreiseinteilungen für verfassungswidrig erklärt, weil die Größe einiger Wahlkreise zu stark von der mittleren Größe der Wahlkreise abwichen.
Aus organisatorischen Gründen ist es sinnvoll, sich bei der Wahlkreiseinteilung an bestehenden administrativen Einheiten (Gemeinden, Landkreise oder ähnlichem) zu orientieren.
Die Wahlkreise sollen sich vielfach an gewachsenen geographischen Gebieten, ethnischen Siedlungsgebieten oder Sprachräumen (wie zum Beispiel bei Wahlen zur Belgischen Abgeordnetenkammer) orientieren.
Insbesondere bei Einerwahlkreisen besteht die Möglichkeit der manipulativen Wahlkreiseinteilung, welche in den Vereinigten Staaten als Gerrymandering bezeichnet wird. Hierbei werden Wahlkreise so geschnitten, dass in einigen wenigen Wahlkreisen sehr hohe Ergebnisse einer Partei erzielt werden und in vielen Wahlkreisen knappe Mehrheiten für die andere Partei entstehen. Um dies zu vermeiden, müssen die Wahlkreise möglichst gleichartig strukturiert sein, also eine annähernd gleiche Zahl von Einwohnern, Staatsbürgern oder Wahlberechtigten pro zu vergebendem Mandat haben (je nach Gebietsgröße Zehn- bis Hunderttausende). Zudem wird oft auch darauf geachtet, dass sie eine ähnliche soziologische Struktur aufweisen. Vor allem aber ist die Aufteilung anhand klarer einheitlicher Prinzipien vorzunehmen.

## Einzelstaaten

### Deutschland

#### Bundesrepublik Deutschland

Bundestagswahlkreise 2017

In Deutschland gab es von der Bundestagswahl 2002 bis zur Bundestagswahl 2021 299 Bundestagswahlkreise (Anlage zum BWahlG), welche sich wiederum in Wahlbezirke unterteilen. In den Fällen, in denen nach Verhältniswahl gewählt wird (zum Beispiel Europawahl, Bundestagswahl, Landtagswahl, Bürgerschaftswahl), sind die Wahlkreise zugleich Stimmkreise für die Abgabe derjenigen Stimmen, die über die Verteilung der Mandate nach Landeslisten entscheiden.
Die Wahlkreise sollen so eingeteilt sein, dass jeder Wahlkreis die ungefähr gleiche Zahl der deutschen Bevölkerung umfasst. Bei den Wahlen 2002 bis 2021 umfasste jeder Wahlkreis in etwa 250.000 Einwohner mit deutscher Staatsbürgerschaft. Die Zahl der Einwohner (ohne Ausländer) in einem Wahlkreis soll vom Durchschnitt nicht mehr als 15 % nach oben oder unten abweichen. Ab einer Abweichung von mehr als 25 % muss der Wahlkreis neu zugeschnitten werden (siehe z. B. § 3 Abs. 1 Nr. 3 BWahlG), was jeweils auch Veränderungen benachbarter Wahlkreise nach sich zieht. Ein Wahlkreis darf sich nur innerhalb eines Bundeslandes befinden, sonstige Gebietskörperschaften (beispielsweise Bezirke, Kreise, Kommunen) sollen so weit wie möglich nicht zerschnitten werden (siehe z. B. § 3 Abs. 1 Nr. 1 und 5 BWahlG). Größere Verschiebungen der Bevölkerungszahlen der einzelnen Bundesländer können dazu führen, dass sich die Zahl der Wahlkreise einzelner Bundesländer verändert, was ebenfalls einen Neuzuschnitt von Wahlkreisen zur Folge hat. Eine unabhängige Wahlkreiskommission macht Vorschläge für die Verteilung der Wahlkreise auf die Länder und ihren Zuschnitt (§ 3 Abs. 3 BWahlG); die endgültige Einteilung wird vom Gesetzgeber im Bundeswahlgesetz festgelegt.
Bereits 2020 hat der Deutsche Bundestag die Reform des Wahlrechts angeschoben. In der 19. Legislatur (am 8. Oktober 2020) wurde der Entwurf der Großen Koalition zur Änderung des Bundeswahlgesetzes angenommen. Dieser sah u. a. die Reduzierung der Wahlkreise zum 1. Januar 2024, von derzeit 299 auf dann 280 Wahlkreise, vor Dies wurde jedoch durch die Wahlrechtsreform 2023 verhindert.
Die Mandate derjenigen Abgeordneten, die einen Wahlkreis gewonnen haben, nennt man Direktmandate. Bei Wahlen zum Deutschen Bundestag wird neben den Direktmandaten eine gleiche Anzahl (seit 2002: 299) Mandate an Listenkandidaten vergeben, so dass sonst zu Lasten kleinerer Parteien auftretende Verzerrungen ausgeglichen werden. Entscheidend für die Sitzverteilung im Bundestag ist demnach nicht die Anzahl der gewonnenen Direktmandate, sondern das prozentuale Gesamtergebnis der Parteien. Beispielsweise erhielt die FDP bei der Bundestagswahl 2009 14,6 % der gültig abgegebenen Stimmen, jedoch kam keiner der 299 erfolgreichen Direktkandidaten aus ihren Reihen. Die der Partei zustehenden etwa 15 % der Sitze im Deutschen Bundestag wurden also ausschließlich über die Landeslisten bestimmt.
Auch bei den Landtagswahlen ist das Wahlgebiet in Wahlkreise eingeteilt. Einen Sonderfall bildet Bayern, wo es eine zweifache Unterteilung gibt: zunächst nach den sieben bayerischen Bezirken, die auch als Wahlkreise bezeichnet werden, und dann weiter nach Stimmkreisen, die also in Bayern dieselbe Bedeutung haben wie in anderen Ländern die Wahlkreise.

#### Weimarer Republik
In der Weimarer Republik gab es ebenfalls Wahlkreise, diese waren jedoch weitaus größer als die Wahlkreise der Kaiserzeit und erfüllten eine andere Funktion: In jedem Wahlkreis wurde auf Grundlage des Verhältniswahlrechts eine größere Zahl von Abgeordneten gewählt (siehe Wahlrecht und Wahlsystem der Weimarer Republik). Je nach Zahl der Wahlberechtigten war diese Zahl von Wahlkreis zu Wahlkreis unterschiedlich. 1918 wurde die Zahl der Wahlkreise auf 38 festgelegt; da Elsass-Lothringen bei den Wahlen zur Nationalversammlung 1919 bereits wieder französisch war, gab es bei jener Wahl nur 37 Wahlkreise, durch den Verlust der Wahlkreise (und Provinzen) Posen und Westpreußen bei der Reichstagswahl 1920 nur noch 35. Bei dieser Zahl blieb es bis zur letzten Reichstagswahl 1933.

#### Deutsches Kaiserreich
Auch im Kaiserreich gab es bei den Wahlen zum Reichstag Wahlkreise. Im Kaiserreich galt das Mehrheitswahlrecht in Einerwahlkreisen, wie es etwa noch heute im Vereinigten Königreich üblich ist: Wer in einem Wahlkreis die meisten Stimmen auf sich vereinigen konnte, erhielt das Mandat, gegebenenfalls nach Stichwahl. Einen Ausgleich für die unterlegenen Parteien wie etwa in Form einer Landesliste gab es nicht. Insgesamt gab es 397 Wahlkreise; bei der ersten Reichstagswahl 1871, die in Elsass-Lothringen nicht stattfand, waren es 382.

### Österreich
Zu den Wahlen des Nationalrats ist das Wahlgebiet entsprechend der bundesstaatlichen Gliederung in 9 Landeswahlkreise (die den 9 Bundesländern entsprechen) und 39 Regionalwahlkreise aufgeteilt (vgl. Nationalratswahlordnung). Jedem Landeswahlkreis werden vor der Wahl so viele der insgesamt 183 Mandate zugeordnet, wie sich Einwohner nach der letzten Volkszählung dort ergeben und zwar nach dem Quotenverfahren nach größten Bruchteilen (nach Hare). Diese Mandate werden entsprechend an die Regionalwahlkreise unterverteilt.

### Schweiz
Für die nationalen Wahlen bildet jeder der 26 Kantone einen Wahlkreis. Jeder Wahlkreis hat unabhängig von seiner Bevölkerungszahl Anrecht auf mindestens einen Abgeordnetensitz im Nationalrat. Die restlichen 174 Sitze werden proportional ihrer Bevölkerung auf die Wahlkreise (= die Kantone) verteilt. Maßgeblich für die Zuteilung ist jeweils die gesamte Wohnbevölkerung der Kantone gemäß den Ergebnissen der letzten Volkszählung. Der Wahlkreis mit den meisten Nationalräten ist der Kanton Zürich.
Jeder Kanton ist im Ständerat mit je zwei Abgeordneten, die Halbkantone (offiziell Kantone mit geteilter Standesstimme) mit je einem vertreten. So hat der Kanton Zürich mit 1'605'508 Einwohnern gleich viele Sitze wie der Kanton Uri mit 37'931 Einwohnern; kleine Kantone wie GL oder UR haben mehr Ständeräte (deren zwei) als Nationalräte (nur einen).
Auf nationaler Ebene tritt das Wort Wahlkreis (aufgrund der Deckungsgleichheit mit den Kantonen) kaum direkt in Erscheinung; jedoch wird innerhalb der Kantone von Wahlkreisen gesprochen. So ist der Kanton Basel-Landschaft für die Landratswahl in Wahlkreise und Wahlregionen (die jeweils mehrere Wahlkreise umfassen) strukturiert. Ziel der Unterteilung ist zum einen, Personen nur lokal (von ihrer Stammwählerschaft) wählen zu lassen, damit für sie der Wahlkampf nicht ausufert; zum anderen sollen alle Regionen im Landrat angemessen vertreten sein. Mit der Unterteilung wird eine Über- oder Untervertretung von gewissen (insbesondere bevölkerungsreichen) Regionen im Landrat verhindert.
Bezirke sind in vielen Kantonen nur noch bzgl. der Gerichtsorganisation relevant. So hat in mehreren Kantonen die Terminologie geändert: von Bezirken oder Ämtern zu Wahlkreisen. Der Kanton St. Gallen war bis Ende 2002 in 14 Bezirke aufgeteilt (die auch die entsprechenden Wahlkreise bildeten). Zum 1. Januar 2003 wurden die 14 Bezirke durch 8 Wahlkreise abgelöst. Per 1. Januar 2013 wird die administrative Gliederung des Kantons Luzern insofern geändert, als die bisherigen fünf Ämter durch sechs Wahlkreise ersetzt werden.

### Belgien
Die Wahlen zur belgischen Abgeordnetenkammer werden in elf Wahlkreisen abgehalten, die den zehn Provinzen sowie der Hauptstadtregion Brüssel entsprechen. Für die Wahlen auf regionaler Ebene und die Wahlen zu den Provinzialräten existieren anders zugeschnittene Wahlkreise.
Nicht zu verwechseln sind die Wahlkreise in Belgien mit den Wahlkantonen, die eine Anzahl von Gemeinden unter einem gemeinsamen Wahlauswertungsbüro gliedern.

### Liechtenstein
Im Fürstentum Liechtenstein bezeichnet der Begriff Wahlkreis die zwei Regionen Oberland und Unterland

### Namibia
Die Verfassung Namibias legt fest, dass es in jeder Region des Landes zwischen sechs und zwölf Wahlkreise geben soll, die jeweils ein Ratsmitglied in den Regionalrat entsenden. Jeweils eines dieser Ratsmitglieder wird als Vertreter für den Nationalrat gewählt. Insgesamt gibt es in Namibia derzeit 121 Wahlkreise.

### USA
Für die Wahl des US-Repräsentantenhaus werden die Bundesstaaten der USA in 435 Kongresswahlbezirke unterteilt. Dabei werden alle zehn Jahre nach dem Zensus jedem Bundesstaat proportional zu seiner Bevölkerung Mandate zugeteilt. In den meisten Bundesstaaten entscheidet die (Bundes-)Staatslegislative, also die Mehrheit im Parlament, über den Zuschnitt der Wahlkreise. Einzige Voraussetzung für den Zuschnitt ist, dass ein Wahlkreis ein zusammenhängendes Gebiet sein muss. Dies führt häufig dazu, dass die Mehrheitsfraktion ihre politische Macht ausnutzt, um die Wahlkreise zum eigenen Vorteil zuzuschneiden. Diese Praxis nennt sich „Gerrymandering“ und führt in der Vergangenheit zu teils sehr abstrusen Wahlkreiszuschnitten, z. B. in Maryland und North Carolina. Auf diese Weise kann es gelingen, die Mehrheit der Sitze zu gewinnen, obwohl die Mehrheit der Bevölkerung für eine andere Partei votierte.

### Japan
Die Wahlkreise zu den beiden direkt gewählten Kammern des japanischen Nationalparlaments seit dem Zweiten Weltkrieg waren oft ungleich in einem Ausmaß, das mehrfach vom Obersten Gerichtshof als verfassungswidrig eingestuft wurde. Dabei geht die Ungleichheit bisher hauptsächlich nicht auf Gerrymandering wie in den USA, also parteipolitisch manipulierte Wahlkreiszuschnitte, sondern auf malapportionment zurück, das heißt auf Wahlkreise, die nicht hinreichend oder erst mit Verzögerung an demographische Veränderungen der Wählerschaft angepasst wurden (vgl. als historischen Extremfall rotten boroughs im Vereinigten Königreich). Dadurch wurden in Japan vor allem von Abwanderung betroffene ländliche Regionen gegenüber wachsenden städtischen Ballungsräumen überrepräsentiert, was oft der in vielen ländlichen Gebieten dominanten Liberaldemokratischen Partei zugutekam. Beispielsweise gab es bei der Repräsentantenhauswahl 1972 im Viermandatswahlkreis Chiba 1 im Osten der Metropolregion Tokio, zu dem die Großstadt Chiba gehörte, fast fünfmal so viele Wahlberechtigte pro Abgeordnetem wie im eher ländlichen Dreimandatswahlkreis Hyōgo 5 am Japanischen Meer. Durch eine über die Jahrzehnte schrittweise strengere Rechtsprechung und wiederholte Wahlkreisanpassungen ist das maximale Missverhältnis im Stimmgewicht inzwischen auf etwa 2 im Repräsentantenhaus und etwa 3 im Senat gesenkt worden (zum Vergleich: 2019 betrug das maximale Missverhältnis im britischen Unterhaus 5,35 zwischen dem englischen Wahlkreis Isle of Wight und dem schottischen Hebridenwahlkreis Na h-Eileanan an Iar, innerhalb Englands 2,03 zwischen Isle of Wight und Stoke-on-Trent Central). Dabei sind im Repräsentantenhaus seit 2017 vermehrt Wahlkreisgrenzen entstanden, die nicht mehr politischen Grenzen folgen.